# Джанні Де Мікеліс
Джованні (Джанні) Де Мікеліс (італ. Giovanni (Gianni) De Michelis; 26  листопада 1940, Венеція — 11 травня 2019, там само) — італійський політик. Член Нової Соціалістичної партії Італії з 2007 року.

## Біографія
Народився 26  листопада 1940 року у Венеції.

### Політичне життя
Політичний досвід Джованні де Мікеліса розпочався із Італійської соціалістичної партії, де він був обраний до муніципальної ради Венеції. Джованні де Мікеліс обраний вперше до Палати депутатів у 1976 році, також обирався у 1979, 1983, 1987, 1992 і 2006 роках. Перебував на посаді Міністра з державною участю з 1980 по 1983 рік. Згодом Де Мікеліс став Міністром праці у 1986 році (з Беттіно Краксі як Головою Ради). Згодом політична кар'єра досягла вершини з його кандидатурою на посаду віце-президента Ради у 1988–1989 роках. Джованні Де Мікеліс став Міністром закордонних справ Італії у 1989 році та перебував на зазначеній посаді до 1993 року.
З 1993 по 2001 року під час так званої судової бурі-процесу в Італії, що мала назву «Чисті руки», був звинувачений у корупції разом із багатьма депутатами регіональних адміністрацій. У результаті більш ніж 35 різних вироків суду, він був визнаний винним у корупції та засудженим до 1 року і 6 місяців.
У 1996 році Де Мікеліс заснував політичний рух імені Соціалістичної партії з Уго Інтіні та іншими колишніми членами Італійської соціалістичної партії, що згодом приєдналися до Соціалістичної Ліги Клаудіо Мартеллі та Бобо Краксі, сформувавши Нову Італійську Соціалістичну партію у 2001 році. На першому з'їзді партії Де Мікеліса було обрано секретарем.

### Європейський парламент
Джованні де Мікеліс був членом Європейського парламенту, а також членом Комітету з питань промисловості, досліджень та енергетики, щоправда згодом змінено назву на Комітет з правових питань. Де Мікеліс був Президентом Незалежного Інституту Міжнародних Дипломатичних Досліджень (IPALMO), а також був радником прем'єр-міністра Італії Сільвіо Берлусконі.
На виборах 2006 року він був обраний депутатом до італійського парламенту, йому дісталось місце Лусіо Барані, так як він вирішив залишитися у Європейському парламенті. У жовтні 2007 року де Мікеліс об'єднав свою нечисельну Соціалістичну партію-Де Мікеліс з новоствореною Соціалістичною партією Італії, нова партія складається з діаспори історичної італійської соціалістичної партії. У цей час де Мікеліс разом з лідером Нової Соціалістичної партії Алессандро Баттіллочіо були прийняті до парламентській фракції Партії європейських соціалістів.